# Saison 2020-2021 du Stade montois rugby
Cette page présente la saison 2020-2021 du Stade montois rugby en Pro D2.

## Entraîneurs
- Julien Tastet : entraîneur principal
- Rémi Talès : entraîneur des arrières

## Effectif 2020-2021
| Nom                   | Poste            | Naissance         | Nationalité sportive | Sélections | Dernier club            | Arrivée au club (année) |
| --------------------- | ---------------- | ----------------- | -------------------- | ---------- | ----------------------- | ----------------------- |
| Carlos Muzzio         | Pilier           | 21 août 1984      | Argentine            | -          | Tarbes PR               | 2014                    |
| Théo Castinel         | Pilier           | 18 avril 1994     | France               |            | Formé au club           | 2014                    |
| Victor Laval          | Pilier           | 27 novembre 1989  | France               | -          | Limoges rugby           | 2017                    |
| Thomas Bultel         | Pilier           | 1er février 1996  | France               | -          | Montpellier HR          | 2017                    |
| Lasha Macharashvili   | Pilier           | 13 novembre 1998  | Géorgie              | -          | Formé au club           | 2019                    |
| Gela Murusidze        | Pilier           | 16 octobre 1999   | Géorgie              | -          | Formé au club           | 2019                    |
| Jean Luc Innocente    | Pilier           | 20 décembre 1993  | France               | -          | Rouen NR                | 2019                    |
| Alexandre Lalanne     | Pilier           | 5 février 2000    | France               | -          | Aviron bayonnais        | 2020                    |
| Christophe David      | Talonneur        | 31 juillet 1991   | France               |            | USA Perpignan           | 2016                    |
| Romain Latterrade     | Talonneur        | 4 avril 1996      | France               | -          | Formé au club           | 2017                    |
| Hugo Alamartine       | Talonneur        | 21 juin 1999      | France               | -          | ASM Clermont            | 2020                    |
| José Luis Gonzalez    | Talonneur        | 11 septembre 1997 | Argentine            |            | Jaguares                | 2020                    |
| Thibaud Rey           | 2e ligne         | 20 juin 1992      | France               | -          | FC Grenoble             | 2015                    |
| Leandro Cedaro        | 2e ligne         | 16 février 1988   | Italie               |            | SU Agen                 | 2018                    |
| Maselino Paulino      | 2e ligne         | 21 juin 1988      | Samoa                |            | RC Narbonne             | 2018                    |
| Romain Durand         | 2e ligne         | 7 mars 1997       | France               | -          | RC Narbonne             | 2018                    |
| Baptiste Hezard       | 2e ligne         | 2 octobre 1989    | France               |            | Stade aurillacois       | 2020                    |
| Louis Bruinsma        | 2e ligne         | 15 juillet 2000   | Espagne              |            | Section paloise         | 2020                    |
| Yann Brethous         | 3e ligne         | 27 mai 1989       | France               | -          | Formé au club           | 2007                    |
| Nicolas Garrault      | 3e ligne         | 15 juin 1991      | France               |            | Tarbes PR               | 2016                    |
| Charles Brayer        | 3e ligne         | 3 novembre 1996   | France               | -          | CA Brive                | 2017                    |
| Maxime Gouzou         | 3e ligne         | 11 septembre 1998 | France               |            | Formé au club           | 2018                    |
| Aurélien Lisena       | 3e ligne         | 12 mai 1999       | France               |            | Stado Tarbes PR         | 2018                    |
| Wiliam Warvin         | 3e ligne         | 6 janvier 1991    | France               |            | Union sportive bressane | 2019                    |
| Dan Baker             | 3e ligne         | 5 juillet 1992    | Pays de Galles       |            | Ospreys                 | 2020                    |
| Santiago Montagner    | 3e ligne         | 18 avril 1995     | Argentine            |            | Ceibos                  | 2020                    |
| Léo Banos             | 3e ligne         | 16 août 2002      | France               |            | Formé au club           | 2020                    |
| Raphaël Robic         | 3e ligne         | 15 mai 2001       | France               |            | Formé au club           | 2020                    |
| Pio Muarua            | 3e ligne         | 26 juin 1996      | Fidji                |            | RC Vannes               | 2021                    |
| Christophe Loustalot  | Mêlée            | 7 avril 1992      | France               |            | FC Grenoble             | 2016                    |
| Léo Coly              | Mêlée            | 9 septembre 1999  | France               |            | Formé au club           | 2018                    |
| Emmanuel Saubusse     | Mêlée            | 23 novembre 1989  | France               |            | Aviron bayonnais        | 2020                    |
| Mathieu Smaïli        | Demi d'ouverture | 30 août 1999      | France               |            | RC Toulon               | 2019                    |
| Tom Chauvet           | Demi d'ouverture | 20 septembre 2000 | France               |            | Formé au club           | 2020                    |
| Clément Gélin         | Demi d'ouverture | 8 novembre 1993   | France               |            | FC Grenoble             | 2019                    |
| Thomas Bell           | Demi d'ouverture | 11 novembre 1992  | Angleterre           |            | Ealing Trailfinders RC  | 2020                    |
| Nacani Wakaya         | Centre           | 25 juin 1991      | Fidji                |            | Fidji Warriors          | 2016                    |
| Jens Torfs            | Centre           | 26 mai 1992       | Belgique             |            | USA Perpignan           | 2018                    |
| Joe Vakacegu          | Centre           | 28 décembre 1988  | Fidji                |            | Biarritz Olympique      | 2019                    |
| Simon Desaubies       | Centre           | 30 novembre 1999  | France               |            | Union Bordeaux Bègles   | 2020                    |
| Vereniki Goneva       | Centre           | 5 avril 1984      | Fidji                |            | Harlequins              | 2020                    |
| Baptiste Couchinave   | Centre           | 25 janvier 1998   | France               |            | Section paloise         | 2021                    |
| Julien Cabannes       | Ailier           | 9 janvier 1990    | France               | -          | Formé au club           | 2007                    |
| Wame Naituvi          | Ailier           | 18 mai 1996       | Fidji                | -          | ASM Clermont            | 2017                    |
| Julien Lestremau      | Ailier           | 3 mars 1998       | France               | -          | Formé au club           | 2018                    |
| Alexandre de Nardi    | Ailier           | 17 janvier 1999   | France               | -          | Formé au club           | 2018                    |
| Jean-Teiva Jacquelain | Ailier           | 22 avril 1994     | France               | -          | FC Grenoble             | 2019                    |
| Thomas Roche          | Ailier           | 25 avril 2000     | France               |            | Formé au club           | 2020                    |
| Yoann Laousse Azpiazu | Arrière          | 20 août 1991      | France               | -          | US Dax                  | 2015                    |
| Alexandre de Nardi    | Arrière          | 20 août 1991      | France               | -          | Formé au club           | 2018                    |

## Calendrier et résultats

### Pro D2
| - Stade montois - AS Béziers : 33-10 - Stade montois - RC Vannes : 15-19 - Colomiers rugby - Stade montois : 22-17 - USA Perpignan - Stade montois : 50-10 - Stade montois - USO Nevers : 16-26 - FC Grenoble - Stade montois : 24-17 - Stade aurillacois - Stade montois : 32-11 - US Montauban - Stade montois : 30-13 - Stade montois - Rouen NR : 15-3 - Biarritz olympique - Stade montois : 15-15 - Stade montois - Provence rugby : 21-15 - US Carcassonne - Stade montois : 17-16 - Soyaux Angoulême XV - Stade montois : 20-27 - Oyonnax rugby - Stade montois : 33-27 - Stade montois - Valence Romans DR : 23-23 | - AS Béziers - Stade montois : 13-20 - RC Vannes - Stade montois : 33-20 - Stade montois - Colomiers rugby : annulé - Stade montois - USA Perpignan : 7-30 - USO Nevers - Stade montois : 36-6 - Stade montois - FC Grenoble : 10-38 - Stade montois - Stade aurillacois : 12-9 - Stade montois - US Montauban : 23-29 - Rouen NR - Stade montois : 22-27 - Stade montois - Biarritz olympique : 20-17 - Provence rugby - Stade montois : 16-18 - Stade montois - US Carcassonne : 26-23 - Stade montois - Soyaux Angoulême XV : 14-18 - Stade montois - Oyonnax rugby : 23-23 - Valence Romans DR - Stade montois : 16-48 |

### Classement de la saison régulière
| Rang | Club                | J  | V  | N | D  | Bo | Bd | Pm  | Pe  | Diff | Pts |
| ---- | ------------------- | -- | -- | - | -- | -- | -- | --- | --- | ---- | --- |
| 1    | USA Perpignan       | 30 | 24 | 1 | 5  | 7  | 2  | 821 | 504 | +317 | 107 |
| 2    | RC Vannes           | 30 | 21 | 2 | 7  | 8  | 3  | 722 | 513 | +209 | 99  |
| 3    | Biarritz olympique  | 30 | 19 | 2 | 9  | 6  | 5  | 700 | 578 | +122 | 91  |
| 4    | Oyonnax Rugby       | 30 | 18 | 2 | 10 | 5  | 1  | 808 | 657 | +151 | 82  |
| 5    | FC Grenoble         | 30 | 16 | 1 | 13 | 4  | 5  | 666 | 594 | +72  | 75  |
| 6    | Colomiers Rugby     | 29 | 16 | 1 | 12 | 2  | 6  | 617 | 587 | +30  | 74  |
| 7    | USO Nevers          | 30 | 13 | 1 | 16 | 5  | 6  | 650 | 652 | -2   | 65  |
| 8    | US Carcassonne      | 30 | 14 | 1 | 15 | 3  | 4  | 653 | 665 | -12  | 65  |
| 9    | US Montauban        | 30 | 14 | 1 | 15 | 0  | 2  | 627 | 762 | -135 | 60  |
| 10   | Stade aurillacois   | 30 | 12 | 1 | 17 | 2  | 6  | 557 | 585 | -28  | 58  |
| 11   | Stade montois       | 29 | 11 | 3 | 15 | 2  | 4  | 550 | 662 | -112 | 56  |
| 12   | AS Béziers          | 30 | 10 | 1 | 19 | 3  | 11 | 620 | 671 | -51  | 56  |
| 13   | Provence Rugby      | 30 | 11 | 2 | 17 | 1  | 6  | 622 | 743 | -121 | 55  |
| 14   | Rouen NR            | 30 | 11 | 1 | 18 | 1  | 7  | 552 | 605 | -53  | 54  |
| 15   | Valence Romans DR   | 30 | 9  | 3 | 18 | 1  | 6  | 647 | 804 | -157 | 49  |
| 16   | Soyaux Angoulême XV | 30 | 8  | 1 | 21 | 1  | 7  | 522 | 752 | -230 | 42  |

|  | Qualication pour les demi-finales (no 1, no 2) .          |
|  | Qualification pour les barrages (no 3, no 4, no 5, no 6). |
|  | Relégation en Nationale (no 15 et no 16).                 |

Attribution des points : victoire sur tapis vert : 5, victoire : 4, match nul : 2, défaite : 0, forfait : -2 ; plus les bonus (offensif : 3 essais de plus que l'adversaire ; défensif : défaite par 5 points d'écart ou moins; les deux bonus peuvent se cumuler).
Règles de classement :
1. points terrain (bonus compris) ; 2. points terrain obtenus dans les matchs entre équipes concernées ; 3. différence de points sur l'ensemble des matchs ; 4. différence de points dans les matchs entre équipes concernées ; 5. différence entre essais marqués et concédés dans les matchs entre équipes concernées ; 6. nombre de points marqués sur l'ensemble des matchs ; 7. différence entre essais marqués et concédés ; 8. nombre de forfaits n'ayant pas entraîné de forfait général ; 9. place la saison précédente.

## Statistiques

### Championnat de France
Meilleurs réalisateurs
| Rang | Joueur | Poste | Points | Essais | Transf. | Pén. | Drops |
| ---- | ------ | ----- | ------ | ------ | ------- | ---- | ----- |
| 1    | -      | -     | -      | -      | -       | -    | -     |
| 2    | -      | -     | -      | -      | -       | -    | -     |
| 3    | -      | -     | -      | -      | -       | -    | -     |
| 4    | -      | -     | -      | -      | -       | -    | -     |
| 5    | -      | -     | -      | -      | -       | -    | -     |

Meilleurs marqueurs
| Rang | Joueur | Poste | Essais |
| ---- | ------ | ----- | ------ |
| 1    | -      | -     | -      |
| 2    | -      | -     | -      |
| 3    | -      | -     | -      |
| 4    | -      | -     | -      |
| 5    | -      | -     | -      |